# 碱式碳酸铅
碱式碳酸铅是一种无机化合物，化学式为Pb3(OH)2(CO3)2，有时写作2PbCO3·Pb(OH)2。周易參同契中有句：胡粉投火中，色壞還為鉛。裡面胡粉指的是此物。

## 制备
称量乙酸铅并溶于水，配制成0.1mol/L的溶液。将溶液煮沸，通入二氧化碳，析出碱式碳酸铅沉淀。其它制法还有将碳酸钠溶液加入硝酸铅溶液中，或将氯化铅或硫酸铅在碳酸钠溶液中煮沸，都能得到碱式碳酸铅。